# Styrzyniec
Styrzyniec es un pueblo ubicado en la gmina Biała Podlaska, distrito de Biała Podlaska, voivodato de Lublin, Polonia.

## Superficie
Cuenta con una superficie de 14,00 kilómetros cuadrados.

## Demografía
Hasta 2011 la población era de 453 habitantes, con una densidad de población de 32,36 habitantes por kilómetro cuadrado. Estaba conformada por 238 hombres (52,5%) y 215 mujeres (47,5%), según el censo de la Oficina Central de Estadística.